# Chiesa di San Nicola Vescovo (Lendinara)
La chiesa di San Nicola Vescovo è un edificio religioso situata a Barbuglio, frazione di Lendinara, in provincia di Rovigo e diocesi di Adria-Rovigo; fa parte del Vicariato di Lendinara-San Bellino
La chiesa, è situata lungo la via principale dell'abitato, a poche decine di metri dal fiume Adige, con orientamento nord-ovest/sud-est. L'edificio è realizzato in muratura portante, con laterizi facciavista. Presenta una facciata a salienti, neomedievale, dove si apre il portale, caratterizzato da un protiro in leggero aggetto, sormontato da una trifora con colonnine in marmo. Ai lati si aprono due monofore. Presenta un'abside poligonale e sui bracci del transetto si aprono finestroni rettangolari. Internamente, l'aula liturgica è disposta su di un'unica navata, coperta da un controsoffitto piano.

## Storia
Il primo edificio religioso di Barbuglio fu un oratorio dedicato a San Nicola di Bari, realizzato nel 1555 con il benestare dell'abate dell'Abbazia territoriale della Vangadizza e del rettore della chiesa di San Barnaba Apostolo a Saguedo. Inizialmente assoggettato a quest'ultima parrocchia, divenne indipendente a partire dal 1567. Questo primo edificio era dotato di tre altari e del battistero. A partire dal 1592 venne operato un complessivo rifacimento ed un ingrandimento della chiesa. Ancora fra il 1762 e il 1774 l'edificio fu allungato, rialzato e dotato di cinque altari dedicati rispettivamente a S. Nicola, alla B.V. del Rosario, a S. Antonio di Padova, a S. Valentino, a S. Giuseppe. Nel 1792, dopo la soppressione dell'Abbazia territoriale della Vangadizza, la parrocchia di Barbuglio passò sotto la giurisdizione ecclesiastica della Diocesi di Adria. Il vescovo Bernardo Antonino Squarcina, durante la visita pastorale operata nel 1843, constatò la presenza di cinque altari all'interno della chiesa, che risultava lunga 56 piedi e larga 28. La facciata accoglieva cinque, realizzate statue in marmo proveniente dalle cave di Costozza, raffiguranti l'Immacolata e i San Nicola di Bari, San Valentino, Sant'Antonio di Padova e San Giovanni Battista.
Per consentire il rinforzo degli argini del fiume Adige, nel 1919 la vecchia parrocchiale venne demolita, unitamente al campanile e alla canonica. A partire dal 1920 venne costruito l'edificio attuale, su progetto degli ingegneri Pietro Zerbini e Jorik Gasparetto. La nuova chiesa, per la cui costruzione vennero reimpiegati i materiali provenienti da quella demolita, venne parzialmente completata nel 1927. Successivamente, dopo molte peripezie, fu realizzato il pavimento, completato l'intonaco interno e innalzato il campanile nel 1946, per iniziativa del parroco don Filippo Roccati.

## Campanile
Il campanile non è quello concepito nel progetto originale a causa della mancanza di fondi. È stato realizzato nel 1946 impiegando mattoni e cemento armato. All'interno è sostenuto da una struttura portante in cemento armato, su cui si appoggiavano i solai in legno (4 totali). Sulla parte sinistra della navata, nei pressi della porta principale, si trova la porta che conduce allo stanzino da cui un tempo si tiravano le corde delle campane. All'interno della cella campanaria sono ospitate 4 campane restituite nel 1948 dalla fonderia De Poli. Di queste, la maggiore è dedicata al patrono San Nicola da Bari. Da un lato riportano tutte l'iscrizione "ABLATUM TEMPORE BELLI A.D. MCMXL - MCMXLV RESTITUTUM PUBLICUM SUMPTU A.D. MCMXLVIII", mentre dal lato opposto è riportato il santo a cui sono dedicate e al di sotto l'anno di restituzione. La piccola, riporta "S. FILIPPO ANNO 1948", mentre la grossa riporta "S. NICOLO V. M. ANNO 1948". Sono state suonate a mano fino al 1985. Le infiltrazioni di acqua piovana dalla botola hanno provocato la distruzione dei solai e delle scale, impedendo l'accesso alle campane. Queste ultime sono state abbandonate nel 1985, e l'anno seguente sostituite da 3 trombe connesse a un simulatore Melloncelli Repromatic, tutt'ora in funzione.

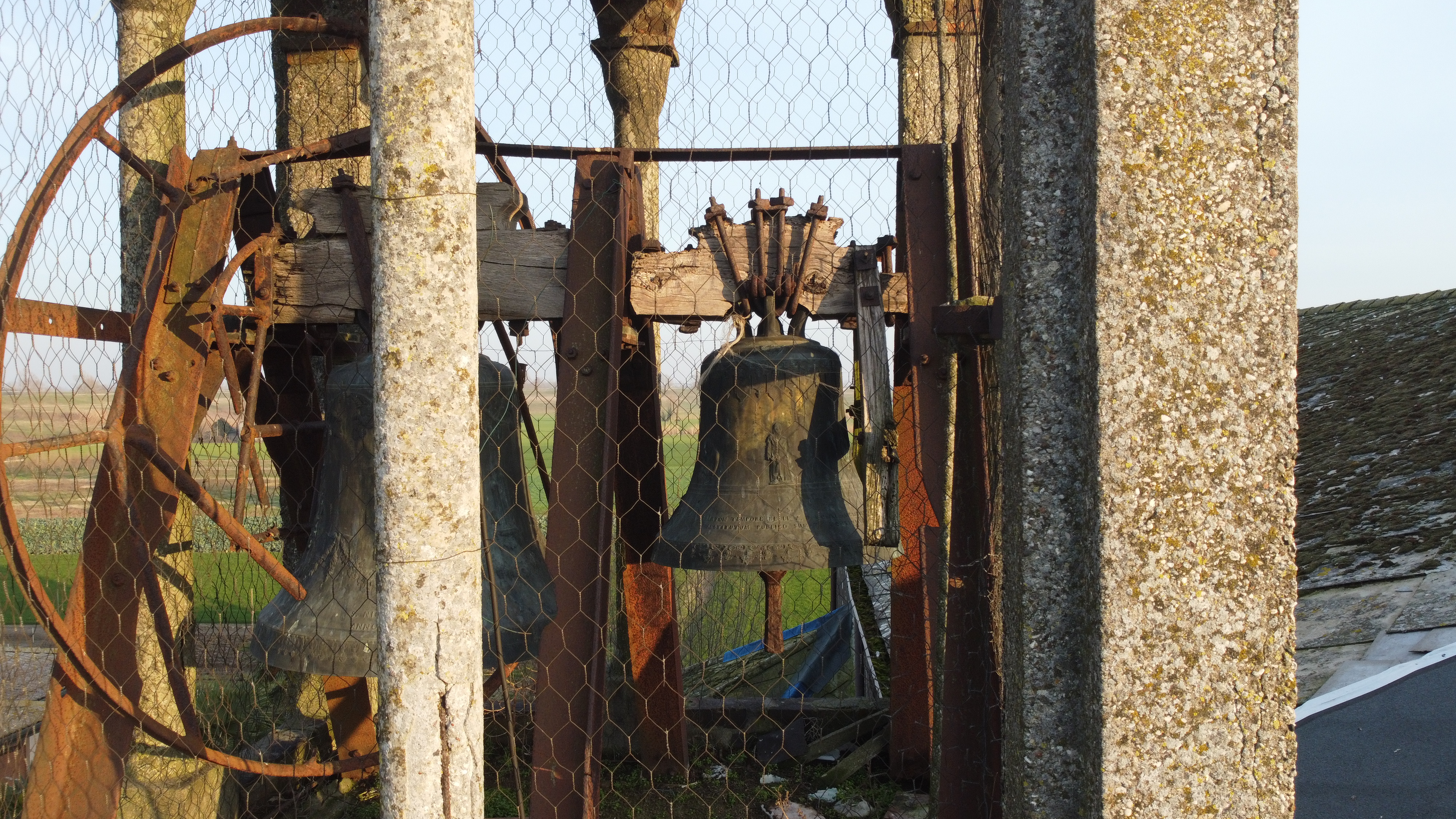
Campane viste dal lato della strada, in primo piano la campana minore

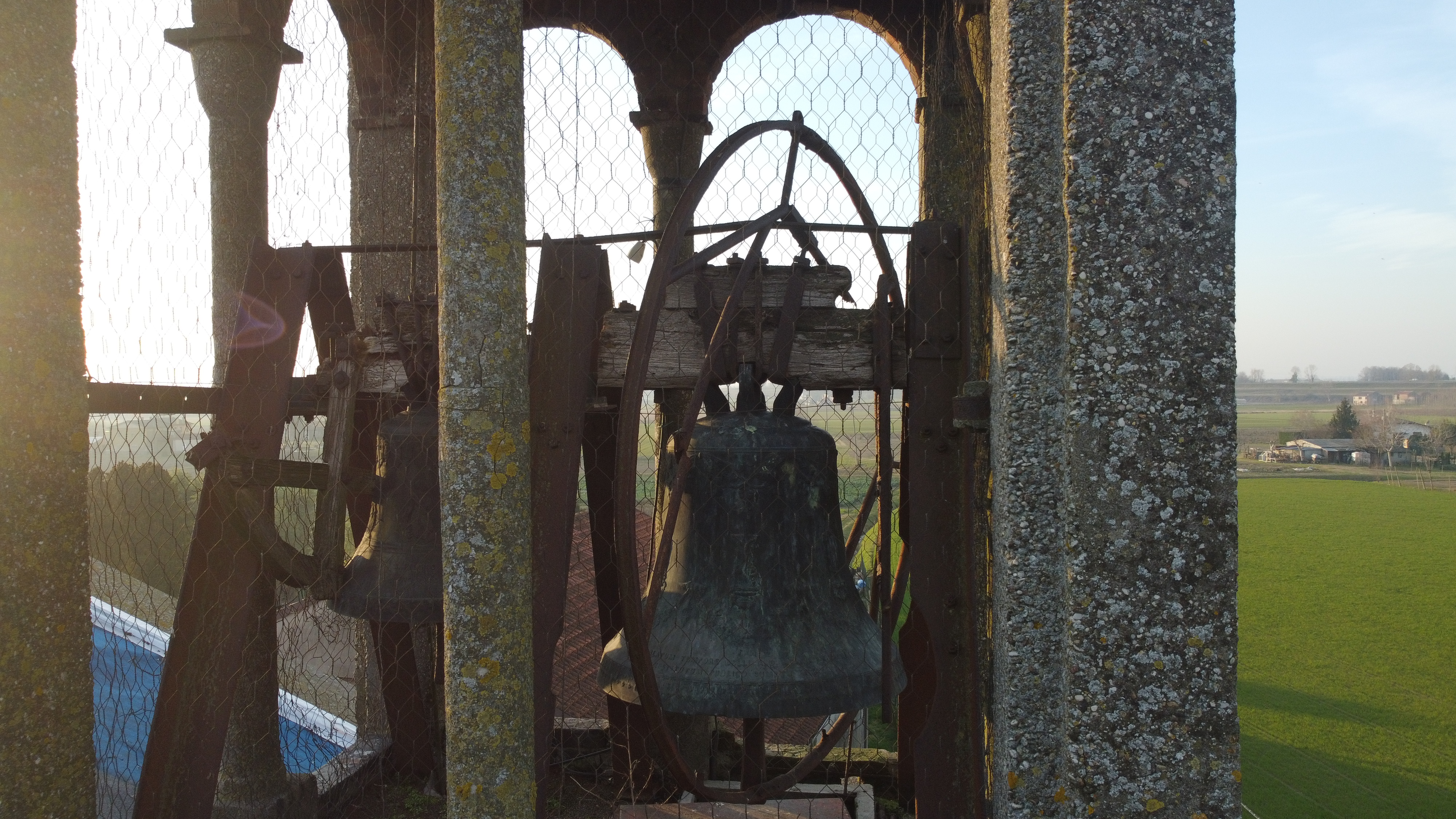
Vista della campana minore e maggiore dal retro

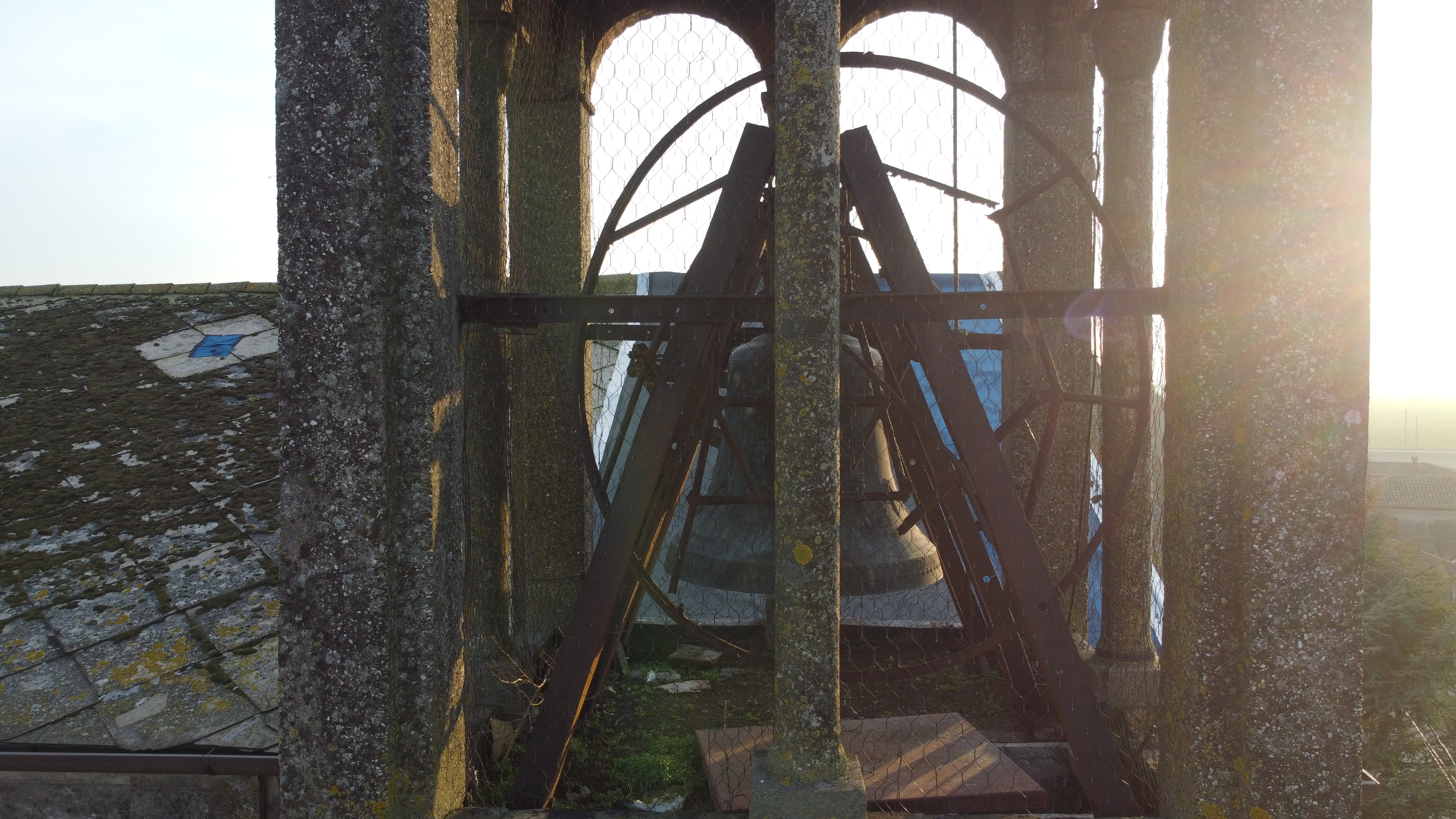
Vista laterale della campana maggiore